# Casablanca (vidéo)
Pour les articles homonymes, voir Casablanca (homonymie).
Casablanca est le nom donné aux stations de montage vidéo numériques fabriquées par la société allemande Macro System.
Ces appareils, qui ont la forme d'un gros magnétoscope, sont en réalité de véritables ordinateurs totalement dédiés au montage vidéo.

## Avantages
Le Casablanca a été conçu pour les monteurs vidéo qui fuient l'informatique et souhaitent monter leurs films aisément, sans connaissance particulière. L'interface et la conception sont très intuitives et permettent au monteur de se concentrer d'emblée sur l'aspect artistique du montage sans souci technique particulier.

## Historique
Le premier modèle, le Casablanca « classic » fut commercialisé dès 1997. Il fut suivi quelques années plus tard par des modèles de plus en plus puissants et évolués qui constituent la deuxième génération de Casablanca : Avio, Renommee, Solitaire… Début 2009, Macro System a sorti des Casablanca de troisième génération : le S2000 et le S4100, permettant de monter des vidéos en haute définition aussi facilement qu'en définition standard.